# Bjørn Maars Johnsen
Bjørn Maars Johnsen (* 6. November 1991 in New York City) ist ein norwegisch-US-amerikanischer Fußballspieler. Der Angreifer mit US-amerikanischer und norwegischer Staatsbürgerschaft steht seit Anfang 2024 in Georgien beim FC Torpedo Kutaissi unter Vertrag. Johnsen lief von 2017 bis 2019 auch für die norwegische Nationalmannschaft auf.

## Karriere

### Verein
Bjørn Johnsen wurde im November 1991 als Sohn einer US-amerikanischen Mutter und eines norwegischen Vaters in New York City geboren. Er wuchs in North Carolina auf und besuchte die Needham B. Broughton High School.
Nachdem er seine Kindheit und seine Jugend in den USA verbracht hatte, wechselte er Anfang 2008 in die Jugendmannschaften von Lyn Oslo, bevor er zur Saison 2010 innerhalb der norwegischen Hauptstadt sich Vålerenga anschloss. Von den Osloern wurde er im Jahr 2011 zunächst an den Drittligisten Kjelsås IL verliehen, bevor Johnsen im Juni – erneut auf Leihbasis – zum Ligakonkurrenten FK Tønsberg wechselte. Im Januar 2012 wechselte er nach Spanien zum Antequera CF in die Tercera División. Nach 13 Einsätzen und fünf Toren wechselte er ein halbes Jahr später zum Drittligisten Atlético Baleares aus Palma auf Mallorca. Für den Verein absolvierte er zehn Ligaspiele, ohne ein Tor zu erzielen. Am Ende der Saison 2012/13 wechselte der Stürmer nach Portugal zu Louletano DC. Im Juli 2014 ging er zum Zweitligisten Atlético CP aus dem Lissaboner Stadtteil Alcântara und erzielte in der Zweitligasaison 2014/15 in 27 Spielen 14 Treffer. Im Februar 2015 folgte sein Wechsel zu Litex Lowetsch nach Bulgarien. Im Juli 2016 unterschrieb Johnsen einen Vertrag bei Heart of Midlothian. Nach einer Saison wurde er an den niederländischen Erstligisten ADO Den Haag verkauft. In 34 Partien schoss er 19 Tore und trug damit zum siebten Tabellenplatz bei; er schied mit der Mannschaft in den Liga-Playoffs zur Qualifikation zur UEFA Europa League aus.
Im Juli 2018 wechselte Johnsen zu AZ Alkmaar und unterschrieb einen Vierjahresvertrag. Er konnte sich – auch verletzungsbedingt – nie nachhaltig durchsetzen und kam zu lediglich 22 Einsätzen sowie sechs Toren in der Liga, in der AZ Alkmaar den vierten Platz belegte und sich somit für die zweite Qualifikationsrunde zur UEFA Europa League qualifizierte. Im KNVB-Beker spielte Johnsen in drei Partien (ein Tor). Nach einem Einsatz im Hinspiel in den Play-offs zur UEFA Europa League gegen Royal Antwerpen wechselte er am 24. August 2019 leihweise für ein halbes Jahr zurück nach Norwegen zu Rosenborg BK. In elf Einsätzen in der höchsten norwegischen Spielklasse erzielte er fünf Tore, wurde mit Rosenborg BK allerdings lediglich Tabellendritter.
Nachdem die Leihe zu Ende gegangen war, kehrte Bjørn Maars Johnsen nicht zum AZ Alkmaar zurück, sondern schloss sich in Südkorea Ulsan Hyundai an. Mit dem Verein aus Ulsan feierte er 2020 die Vizemeisterschaft. Am 19. Dezember 2020 stand er mit dem Verein im Endspiel der AFC Champions League. Hier besiegte man den iranischen Vertreter FC Persepolis mit 2:1.
Anfang Februar 2021 wechselte Johnsen in die Major League Soccer zum CF Montreal. Für den Verein aus der französischsprachigen Stadt Montreal spielte er in der Saison 2021 in 26 Spielen (zwei Tore), stand aber in nur zehn Spielen in der Startelf.
Nachdem sein Vertrag bei der MLS ausgelaufen war, hielt er sich in den Niederlanden beim SC Cambuur fit und von diesem Verein wurde er dann auch unter Vertrag genommen. Bei den Friesen unterschrieb Johnsen einen Vertrag für ein halbes Jahr. Im Sommer 2023 stieg er mit der Mannschaft in die zweite Liga ab und verließ den Verein wieder. Stattdessen wechselte er erneut nach Südkorea, wo ihn der FC Seoul unter Vertrag nahm. Dort spielte er bis zum Ende der Saison am Jahresende und schloss sich Anfang 2024 dem georgischen Erstligisten FC Torpedo Kutaissi an.

### Nationalmannschaft
Am 19. Juni 2017 lief Bjørn Maars Johnsen erstmals für die norwegische Nationalmannschaft auf, als er beim 1:1-Unentschieden im WM-Qualifikationsspiel in Oslo gegen Tschechien in der 71. Minute für Alexander Søderlund eingewechselt wurde. Da diese Partie ein Pflichtspiel war, ist er nicht mehr für die Vereinigten Staaten spielberechtigt. Am 2. Juni 2018 schoss Johnsen beim 3:2-Sieg im Freundschaftsspiel in Reykjavik gegen Island mit dem Treffer zum 1:0 sein erstes Länderspieltor. Das EM-Qualifikationsspiel in Bukarest gegen Rumänien am 15. Oktober 2019 war sein 16. und letztes Länderspiel.

## Erfolge
Ulsan Hyundai
- AFC Champions League: 2020